# 天性寺 (那須烏山市)
天性寺（てんしょうじ）は、栃木県那須烏山市にある曹洞宗の寺院。

## 歴史
1199年（正治元年）、那須光資の開基である。光資は那須氏第2代当主の那須与一の菩提を弔うための寺を創建した。これが当寺の起源である。
1418年（応永25年）、烏山城初代城主那須資重は寺を拡張した。その際に「南台山曹源院天照寺」と称した。
1555年（弘治元年）、非業の死を遂げた第19代当主那須高資の法号「天性慈舜」にちなみ、「天性寺」に改称した。
江戸時代は烏山藩の歴代藩主の菩提寺になっている。1675年（延宝3年）に烏山城拡張工事に伴い、現在地に移転した。

## 文化財
- 銅造聖徳太子誕生仏様像（那須烏山市指定文化財）[3]
- 中世文書8点（那須烏山市指定文化財）[3]
- 織田信長公位牌（那須烏山市指定文化財）[3]
- 円応関係文書4点（那須烏山市指定文化財）[3]
- 松下石見守寄進状（那須烏山市指定文化財）[3]
- 東皐心越禅師南台八景詩巻（那須烏山市指定文化財）[3]
- 那須系図2巻（那須烏山市指定文化財）[3]
- 烏山仕法関係文書8点（那須烏山市指定文化財）[3]
- 堀家関係文書6点（那須烏山市指定文化財）[3]
- 御救小屋跡（那須烏山市指定史跡）[3]
- 円応和尚の墓（那須烏山市指定史跡）[3]
- 菅谷八郎右衛門の墓（那須烏山市指定史跡）[3]
- 那須家六代の墓（那須烏山市指定史跡）[3]

## 交通アクセス
- 烏山駅より徒歩11分。